# Invarianza del dominio

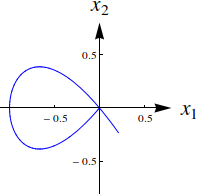
Una función cuya imagen no es un homeomorfismo: g : (−1.1, 1) → R^{2} con g(t) = (t^{2} − 1, t^{3} − t)

La invarianza del dominio es un teorema topológico sobre subconjuntos homeomorfos de un espacio euclídeo Rn. Afirma que:
| Si U es un subconjunto abierto de Rn y f: U→Rn es una función inyectiva y continua, entonces V = f(U) está abierto y f es un homeomorfismo entre U y V. |

El teorema y su demostración, publicados en 1912, se deben a Luitzen Egbertus Jan Brouwer. La demostración utiliza herramientas de topología algebraica, en especial el teorema del punto fijo de Brouwer.

## Consecuencias
Una consecuencia importante del teorema de invariancia de dominio es que R n no puede ser homeomorfo con Rm si m ≠ n. De hecho, ningún subconjunto abierto no vacío de R n puede ser homeomorfo a cualquier subconjunto abierto de Rm en este caso.

## Generalizaciones
El teorema de invariancia del dominio puede generalizarse a variedades: si M y N son topológicamente n-variedades sin límite y f: M → N es una función continua que localmente uno a uno (lo que significa que cada punto en M tiene un entorno tal que f restringido a este entorno es inyectiva), entonces f es una función abierta (lo que significa que f(U) está abierto en N siempre que U sea un subconjunto abierto de M) y un homeomorfismo local.
También existen generalizaciones para ciertos tipos de mapas continuos de un espacio de Banach sobre sí mismo.